# Alison Bechdel
Alison Bechdel (IPA: [ˈælɪsən ˈbɛkdəl]; Lock Haven, 10 settembre 1960) è una fumettista e attivista statunitense, famosa per la serie di fumetti Dykes to Watch Out For e la graphic novel autobiografica Fun Home. Una tragicommedia familiare. Ha inoltre dato origine al test di Bechdel.

## Biografia
Alison Bechdel nacque in Pennsylvania da una famiglia di insegnanti di religione cattolica. Nel 1981 si diplomò all'Oberlin College dopo essersi trasferita dal Simon's Rock College e si trasferì a New York. Tentò di entrare in diverse art schools senza successo. Nel frattempo si mantenne lavorando negli uffici di diverse case editrici.
Secondo quanto lei stessa riferisce in The Indelible Alison Bechdel, iniziò Dykes to Watch Out For con un singolo disegno intitolato Marianne, insoddisfatta dell'infusione del mattino. Lesbiche a cui fare attenzione, tavola nr. 27. Una conoscente, vista la tavola le suggerì di spedire il suo lavoro al giornale Womannews che incominciò a pubblicare le "strisce" regolarmente col numero di giugno-luglio del 1983. Dopo un anno altre riviste e giornali ne iniziarono la pubblicazione tra cui: The Washington Blade, Real Girl, Bay Times (San Francisco), Gay Comix, The Village Voice, Off Our Backs.
Durante il primo anno Dykes to Watch Out For fu costituito da fumetti a sé stanti senza una trama o personaggi regolari. Bechdel introdusse Mo e i suoi amici nel 1987 mentre viveva in St. Paul, Minnesota. Diventò fumettista a tempo pieno nel 1990 e successivamente si trasferì nelle vicinanze di Burlington, Vermont dove nel 1992 conobbe la sua attuale compagna, la scrittrice Amy Rubin.
Bechdel ha inoltre scritto e disegnato un fumetto autobiografico e illustrato riviste e website.

## Albi pubblicati
In inglese:
- Dykes to Watch Out For (Firebrand Books, 1986, ISBN 0-932379-17-6)
- More Dykes to Watch Out For (Firebrand Books, 1988, ISBN 0-932379-45-1)
- New Improved! Dykes to Watch Out For (Firebrand Books, 1990, ISBN 0-932379-80-X ISBN 978-0-932379-80-1)
- Dykes to Watch Out For: The Sequel (Firebrand Books, 1992, ISBN 1-56341-008-7)
- Spawn of Dykes to Watch Out For (Firebrand Books, 1993, ISBN 1-56341-039-7)
- Unnatural Dykes to Watch Out For (Firebrand Books, 1995, ISBN 1-56341-067-2)
- Split-Level Dykes to Watch Out For (Firebrand Books, 1998, ISBN 1-56341-102-4)
- Hot, Throbbing Dykes to Watch Out For (Firebrand Books, 1997, ISBN 1-56341-086-9)
- The Indelible Alison Bechdel: Confessions, Comix, and Miscellaneous Dykes to Watch Out For (Firebrand Books, 1998)
- Post-Dykes to Watch Out For (Firebrand Books, 2000, ISBN 1-56341-122-9)
- Dykes and Sundry Other Carbon-Based Life-Forms to Watch Out For (Alyson Publications, 2003, ISBN 1-55583-828-6)
- Invasion of the Dykes to Watch Out For (Alyson Publications, 2005, ISBN 1-55583-833-2)
- Fun Home: A Family Tragicomic (Houghton Mifflin, 2006)
- The Essential Dykes to Watch Out For, Houghton Mifflin Harcourt (November 12, 2008), ISBN 0-618-96880-6 , ISBN 978-0-618-96880-0.

In italiano:
- Fun Home. Una tragicommedia familiare, Traduzione di Recchiuti M., Rizzoli 2007, pagine 236, ISBN 88-17-01608-X, ISBN 978-88-17-01608-7, autobiografia illustrata con sei pannelli per pagina
- Dykes.Lesbiche, lelle, invertite, Rizzoli, prima edizione 2009, Pagine 258, ISBN 88-17-03277-8, ISBN 978-88-17-03277-3
- Sei tu mia madre? Un'opera buffa, Rizzoli Lizard, 2012, pagine 300, ISBN 88-17-05866-1, ISBN 978-88-17-05866-7